# Updrögt Bohnen

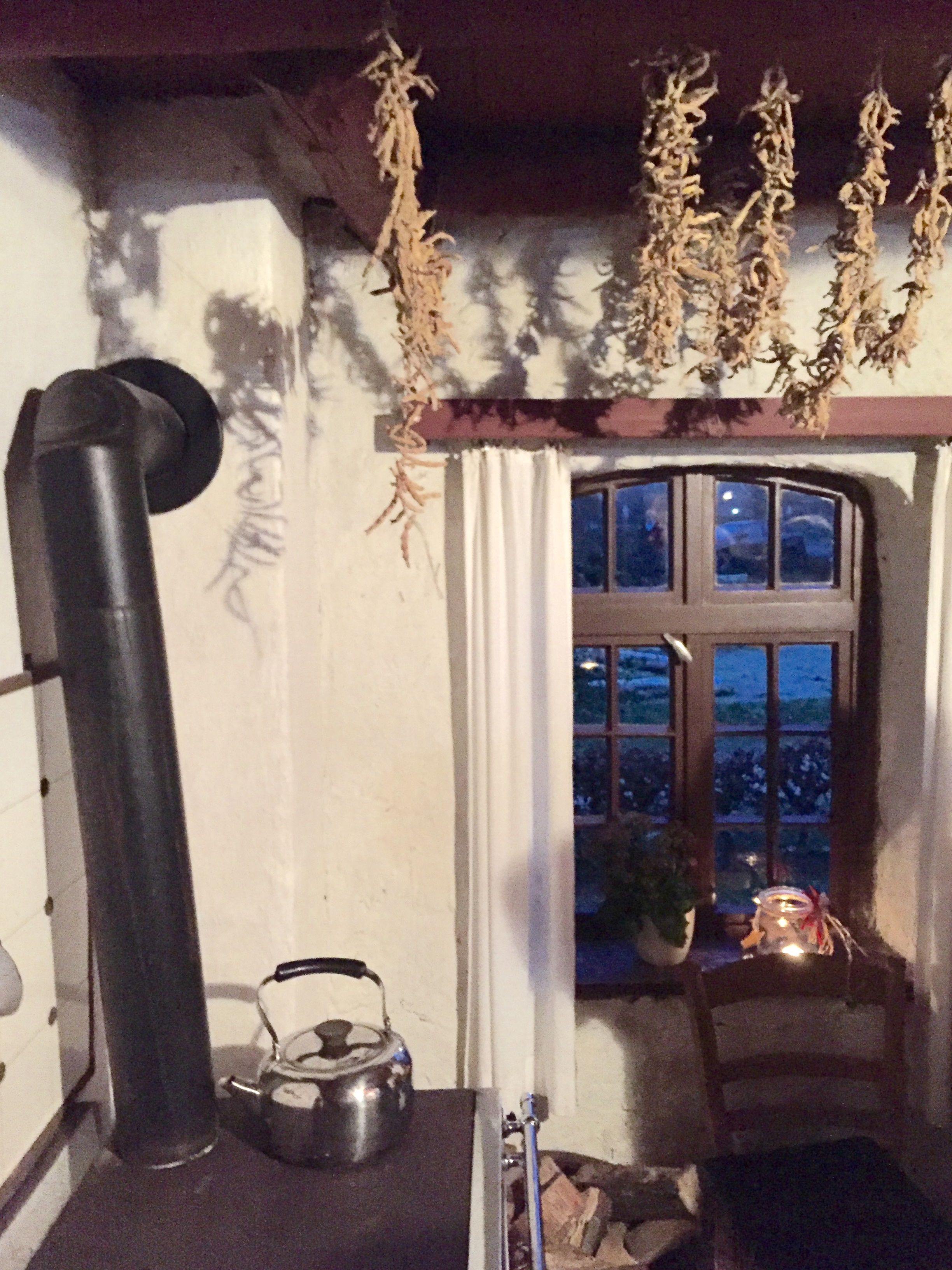
Updrögt Bohnen bei der Trocknung über dem Ofen

Updrögt Bohnen, plattdeutsch für: getrocknete Bohnen, sind eine Spezialität der ostfriesischen Küche. Zur Herstellung werden reife, ganze weichschalige Buschbohnen idealerweise alte Sorten ("Hinrichs Riesen"/"Speckbohnen") nach dem Entfernen der Fäden auf ein "Bohntjeband" aufgefädelt, um sie auf dem Dachboden oder in der Küche durch Trocknen zu konservieren. Sind sie getrocknet, erhalten die Bohnen eine hellgelbe Farbe und werden häufig mit einem Tuch geschützt.

## Zubereitung
Die getrockneten Bohnen werden in Wasser gründlich gewaschen und mindestens acht Stunden in reichlich Wasser eingeweicht. Danach werden sie in gleichmäßig lange Stücke geschnitten und in frischem Wasser eine halbe Stunde gekocht. Anschließend gibt man die Bohnen auf ein Sieb und spült sie nochmals mit frischem Wasser ab. Danach werden die Bohnen zusammen mit Speck und Wasser aufgesetzt und kochen mindestens 2 Stunden. Gesalzen wird im Anschluss. Serviert werden die Bohnen ganz oder gestampft zusammen mit Kartoffeln. Dazu wird Essig gereicht.